# Akif Pirinçci
Akif Pirinçci tyskt uttal: [piːʁɪntʃi], född 20 oktober 1959 i Istanbul, är en tysk författare med turkisk bakgrund som är mest känd för sin roman Felidae.

## Biografi
Pirinçci föddes i Turkiet men utvandrade till Tyskland tillsammans med sina föräldrar år 1969. Han började skriva skönlitteratur när han var ung och publicerade sin första bok Tränen sind immer das Ende år 1980 efter att han hade fyllt 21 år. Han publicerade sin andra bok Felidae, en deckare med katter som huvudkaraktärer, år 1989. Romanen har översatts till 17 olika språk och har blivit en internationell bästsäljare. På grund av romanens popularitet bestämnde sig Pirinçci för att publicera sju stycken uppföljare: Francis, Cave Canem, Das Duell, Salve Roma!, Schandtat, Felipolis och Göttergleich. Pirinçci hjälpte även till att skriva manuset till novellens filmadaption som producerades år 1994 i Tyskland. Filmadaptionen och de två första böckerna finns tillgängliga på engelska.
Pirinçci bor för tillfället i Bonn, Tyskland.

## Kontroverser
På siston[när?] har Pirinçci blivit hårt kritiserad på grund av kommentarer som han yttrat på en libertariansk politisk blogg, Die Achse des Guten, som ansågs vara rasistiska av många. Pirinçci skrev att araber och turkar dödar tyska men, medan de bara våldtar tyska kvinnor, på grund av evolutionära skäl.
Den 20 januari 2015 rapporterade den lokala tidningen General-Anzeiger att Pirinçci hade blivit dömd för förtal av en professor i sociologi och biologi som Pirinçci beskrivit som en "sinnessjuk, tokig bög med en skruv lös" ("geisteskranken, durchgeknallten Schwulen mit Dachschaden"). Pirinçci har också beskrivit professorns teorier som en "juvel av idioti" ("Juwel der Doofheit").

## Skönlitterära verk
- Tränen sind immer das Ende (svenska: "Tårar är alltid slutet") (1980)
- Felidae (1989)
- Der Rumpf (svenska: "Bålen") (1992)
- Francis (1993)
- Felidae animerad film (manus) (1994)
- Yin (1997)
- Cave Canem (1999)
- Die Damalstür (svenska: "Dörren till då" (2001)
- Das Duell (svenska: "Duellen") (2002)
- Salve Roma! (2004)
- Der letzte Weltuntergang: Krimi-Erzählungen (svenska: "Den sista apokalypsen") (2007)
- Schandtat (2007)
- Felipolis (2010)
- Bakdörren (2011)
- Göttergleich (2014)

## Facklitterära verk
- KatzenSinne (1995)
- Deutschland von Sinnen: Der irre Kult um Frauen, Homosexuelle und Zuwanderer (2014) (svenska: "Tyskland utan förnuft: Den galna fixeringen kring kvinnor, homosexuella och invandrare (2014)")

## Artikelursprung
Den här artikeln är helt eller delvis baserad på material från engelskspråkiga Wikipedia, Akif Pirinçci, 27 september 2015.